# Campionati del mondo di ciclismo su strada 2015 - Gara in linea femminile Elite
La gara in linea femminile Elite dei Campionati del mondo di ciclismo su strada 2015 si svolse il 26 settembre 2015 con partenza ed arrivo a Richmond, negli Stati Uniti, su un percorso di 16,2 km da ripetere 8 volte, per un totale di 129,6 km. La britannica Lizzie Armitstead vinse la gara con il tempo di 3h23'56" alla media di 38,130 km/h; l'argento andò alla olandese Anna van der Breggen e il bronzo alla statunitense Megan Guarnier.
Presenti alla partenza 135 cicliste, delle quali 88 arrivarono al traguardo.

## Ordine d'arrivo (Top 10)
| Pos. | Corridore              | Squadra     | Tempo    |
| ---- | ---------------------- | ----------- | -------- |
| 1    | Elizabeth Armitstead   | Regno Unito | 3h23'56" |
| 2    | Anna van der Breggen   | Paesi Bassi | s.t.     |
| 3    | Megan Guarnier         | Stati Uniti | s.t.     |
| 4    | Elisa Longo Borghini   | Italia      | s.t.     |
| 5    | Emma Johansson         | Svezia      | s.t.     |
| 6    | Pauline Ferrand-Prévot | Francia     | s.t.     |
| 7    | Katarzyna Niewiadoma   | Polonia     | s.t.     |
| 8    | Alena Amjaljusik       | Bielorussia | s.t.     |
| 9    | Jolanda Neff           | Svizzera    | s.t.     |
| 10   | Ellen van Dijk         | Paesi Bassi | a 9"     |